# أوك غروف (ميزوري)
أوك غروف (بالإنجليزية: Oak Grove Village, Missouri)‏ هي منطقة سكنية تقع في الولايات المتحدة في مقاطعة فرانكلين، ميزوري. يقدر عدد سكانها بـ 509 نسمة ومساحتها 1.66 كم2 .

## التركيبة السكانية
قام مكتب تعداد الولايات المتحدة بتحديد بيانات التركيبة السكانية لأوك غروف في تعداد الولايات المتحدة. في ما يلي، التركيبة السكانية حسب تعدادي 2000 و2010.

### تعداد عام 2000
بلغ عدد سكان أوك غروف 382 نسمة بحسب تعداد عام 2000، وبلغ عدد الأسر 142 أسرة وعدد العائلات 101 عائلة مقيمة في القرية. في حين سجلت الكثافة السكانية 727.5 نسمة لكل ميل مربع (280.9/كم2). وبلغ عدد الوحدات السكنية 162 وحدة بمتوسط كثافة قدره 308.5 نسمة لكل ميل مربع (119.1/كم2).
وتوزع التركيب العرقي للقرية بنسبة 97.91% من البيض و 0.26% من الأمريكيين الأصليين و 0.52% من الأمريكيين ذوي الأصول الآسيوية و 1.31% من عرقين مختلطين أو أكثر.
بلغ عدد الأسر 142 أسرة كانت نسبة 36.6% منها لديها أطفال تحت سن الثامنة عشر تعيش معهم، وبلغت نسبة الأزواج القاطنين مع بعضهم البعض 52.1% من أصل المجموع الكلي للأسر، ونسبة 10.6% من الأسر كان لديها معيلات من الإناث دون وجود شريك، وكانت نسبة 28.2% من غير العائلات. تألفت نسبة 23.9% من أصل جميع الأسر من أفراد ونسبة 12.0% كانوا يعيش معهم شخص وحيد يبلغ من العمر 65 عاماً فما فوق. وبلغ متوسط حجم الأسرة المعيشية 3.09، أما متوسط حجم العائلات فبلغ 2.69.
بلغ العمر الوسطي للسكان 33 عاماً. وكانت نسبة 28.5% من القاطنين تحت سن الثامنة عشر، وكانت نسبة 10.5% بين الثامنة عشر والأربعة وعشرون عاماً، ونسبة 28.8% كانت واقعةً في الفئة العمرية ما بين الخامسة والعشرون حتى والأربعة وأربعون عاماً، ونسبة 20.4% كانت ما بين الخامسة والأربعون حتى الرابعة والستون، ونسبة 11.8% كانت ضمن فئة الخامسة والستون عاماً فما فوق. يوجد لكل 100 أنثى 94.9 ذكر، ويوجد لكل 100 أنثى في الثامنة عشر من عمرها فما فوق 95.0 ذكر.
بلغ متوسط دخل الأسرة في القرية 35,357 دولار، أما متوسط دخل العائلة فبلغ 47,500 دولار. وكان متوسط دخل الذكور 27,813 دولار مقابل 18,125 دولار للإناث. وسجل دخل الفرد الخاص بالقرية 15,390 دولار. وكانت نسبة 10.6% من العائلات ونسبة 13.4% من السكان تحت خط الفقر، وكان من هؤلاء نسبة 16.9% تحت سن الثامنة عشر ونسبة 16.4% في الخامسة والستين من العمر وما فوق.

### تعداد عام 2010
بلغ عدد سكان أوك غروف 509 نسمة بحسب تعداد عام 2010، وبلغ عدد الأسر 216 أسرة وعدد العائلات 114 عائلة مقيمة في القرية. في حين سجلت الكثافة السكانية 795.3 نسمة لكل ميل مربع (307.1/كم2). وبلغ عدد الوحدات السكنية 243 وحدة بمتوسط كثافة قدره 379.7 لكل ميل مربع (146.6/كم2).
وتوزع التركيب العرقي للقرية بنسبة 96.5% من البيض و 0.4% من الأمريكيين الأصليين و 0.2% من الأمريكيين ذوي الأصول الآسيوية و 0.4% من الأمريكيين الأفارقة و 2.4% من عرقين مختلطين أو أكثر.
بلغ عدد الأسر 216 أسرة كانت نسبة 31.0% منها لديها أطفال تحت سن الثامنة عشر تعيش معهم، وبلغت نسبة الأزواج القاطنين مع بعضهم البعض 30.1% من أصل المجموع الكلي للأسر، ونسبة 16.2% من الأسر كان لديها معيلات من الإناث دون وجود شريك، بينما كانت نسبة 6.5% من الأسر لديها معيلون من الذكور دون وجود شريكة وكانت نسبة 47.2% من غير العائلات. تألفت نسبة 39.8% من أصل جميع الأسر من أفراد ونسبة 20.9% كانوا يعيش معهم شخص وحيد يبلغ من العمر 65 عاماً فما فوق. وبلغ متوسط حجم الأسرة المعيشية 3.14، أما متوسط حجم العائلات فبلغ 2.36.
بلغ العمر الوسطي للسكان 33.6 عاماً. وكانت نسبة 25.3% من القاطنين تحت سن الثامنة عشر، وكانت نسبة 9.5% بين الثامنة عشر والأربعة وعشرون عاماً، ونسبة 27.1% كانت واقعةً في الفئة العمرية ما بين الخامسة والعشرون حتى والأربعة وأربعون عاماً، ونسبة 23.8% كانت ما بين الخامسة والأربعون حتى الرابعة والستون، ونسبة 14.3% كانت ضمن فئة الخامسة والستون عاماً فما فوق. وتوزع التركيب الجنسي للسكان بنسبة 47.9% ذكور و52.1% إناث.